# 九斿增二
波江座45，又名BD-00 713，HD 28749、SAO 131270、HR 1437，是波江座的一颗恒星，视星等为4.91，位于銀經195.34，銀緯-30.63，其B1900.0坐标为赤經4h 26m 45.6s，赤緯-0° -30.63′ 30″。